# 數碼地面電視
數碼地面電視（英語：Digital terrestrial television）是地面電視中的一種革新技術，並是類比電視的進一步發展。數碼地面電視透過播放陸上信號傳播，以提供比類比電視更多的容量，質量更好的圖像，能節省無線電頻譜，並且降低用於廣播和傳輸操作成本（不包括電視最初的升級費用）。實施地面數位電視廣播技術會使用傳統的電視天線，並可代替衛星天線或有線電視連接（或天線）。類似於數位與類比的其他平台，有如電纜、衛星、通信。

## 電視數位化
視頻壓縮的發展導致原始H.262 MPEG 2編解碼器的改進，H.264 / MPEG-4 AVC以及最近的H.265 HEVC 已經超越了它。H.264使三種高清電視服務能夠編碼為24 Mbit / s DVB-T歐洲地面傳輸信道。DVB-T2將此信道容量增加到通常40 Mbit / s，從而允許更多服務。
世界各地廣泛應用不同的競爭變種廣播電視系統。在北美和韓國使用進階電視系統委員會訂立的ATSC數位電視，這是由類比電視的國家電視系統委員會（NTSC）標準演進。綜合數位服務廣播（ISDB-T）是用於在日本的數位電視格式，而大多數南美國家正在使用其變體。DVB-T是最普遍的數位電視格式，覆蓋歐洲、澳大利亞、新西蘭、哥倫比亞和大部份非洲國家。DTMB是中國制定的數位電視標準（包括香港、澳門和古巴，但香港和澳門的有線電視運營商使用DVB），而世界其他地方仍大多未定數位電視格式，現正評估多個不同標準。ISDB-T非常相似DVB-T，可以共享前端接收器和由解調器組成。

## 亞洲

### 台灣

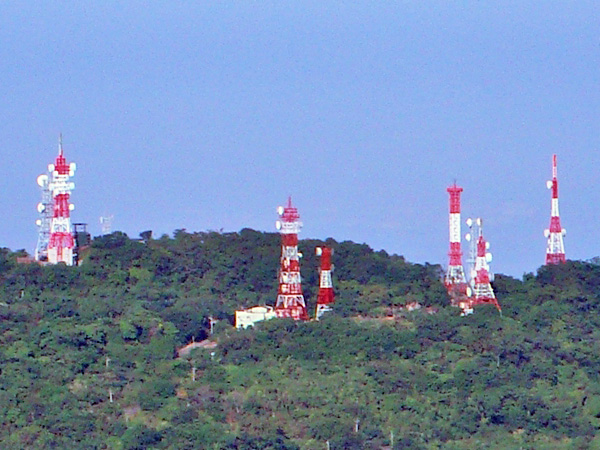
位於臺灣臺南市白河區枕頭山上的數位電視發射站

臺灣的五家無線電視台自2004年7月1日起，進行無線數位電視的播出，規格採用歐規的DVB-T，並與類比無線電視共存約8年後，於2012年5月起逐區關閉類比訊號，並於同年6月30日關閉最後一地區（台北市、新北市、基隆市、桃園市、新竹縣峨眉鄉以外區域、新竹市香山區以外區域等地）的類比訊號後，完成數位轉換，自此臺灣的類比無線電視服務正式走入歷史。
- 2003年1月，中華電信向行政院新聞局申請經營IPTV業務。2004年2月，行政院新聞局依《有線廣播電視法》發給中華電信IPTV營運執照，行政院新聞局發函要求中華電信必須遵守《有線廣播電視法》第二十條「黨政軍退出媒體」條款。但中華電信仍持有官股（政府持有的股權）將近35%，勢必仍無法符合此一法律要求；直至國家通訊傳播委員會（NCC）成立後，改以《電信法》規範，並改造其成為「開放平台」。
- 2004年1月1日，臺灣電視公司數位電視節目開播，推出三個數位電視频道台視主頻、生活萬象台、客家電視台，收視範圍僅限臺中市、彰化縣以北；台灣南部由於公共電視文化事業基金會數位電視工程延緩，要等到2004年4月才能收看數位電視節目。[3][4]
- 2005年8月18日，中華電信推出IPTV業務，定名為「中華電信大電視」，強調互動與隨選視訊功能。2006年，中華電信大電視改名為「中華電信多媒體內容傳輸平台」，簡稱「中華電信MOD」。2006年10月，國家通訊傳播委員會（NCC）改以《電信法》第十四條第六項授權之《固定通信業務管理規則》增訂第六十條之一，核准中華電信MOD的經營；但是中華電信必須「開放平台」（中華電信不可經營MOD之频道，MOD之频道均須依「廣電三法」申請領有特許執照始得播出），讓中華電信MOD不屬於廣電媒體，以符合廣電三法之「黨政軍退出媒體」條款要求。
- 臺灣類比無線電視原預定2010年12月31日全面數位化，但因有線電視普及率極高（約80%），曾計畫延期至2012年12月31日實行；但因應倫敦奧運，因此修正計畫提早至2012年5月開始結束類比訊號。

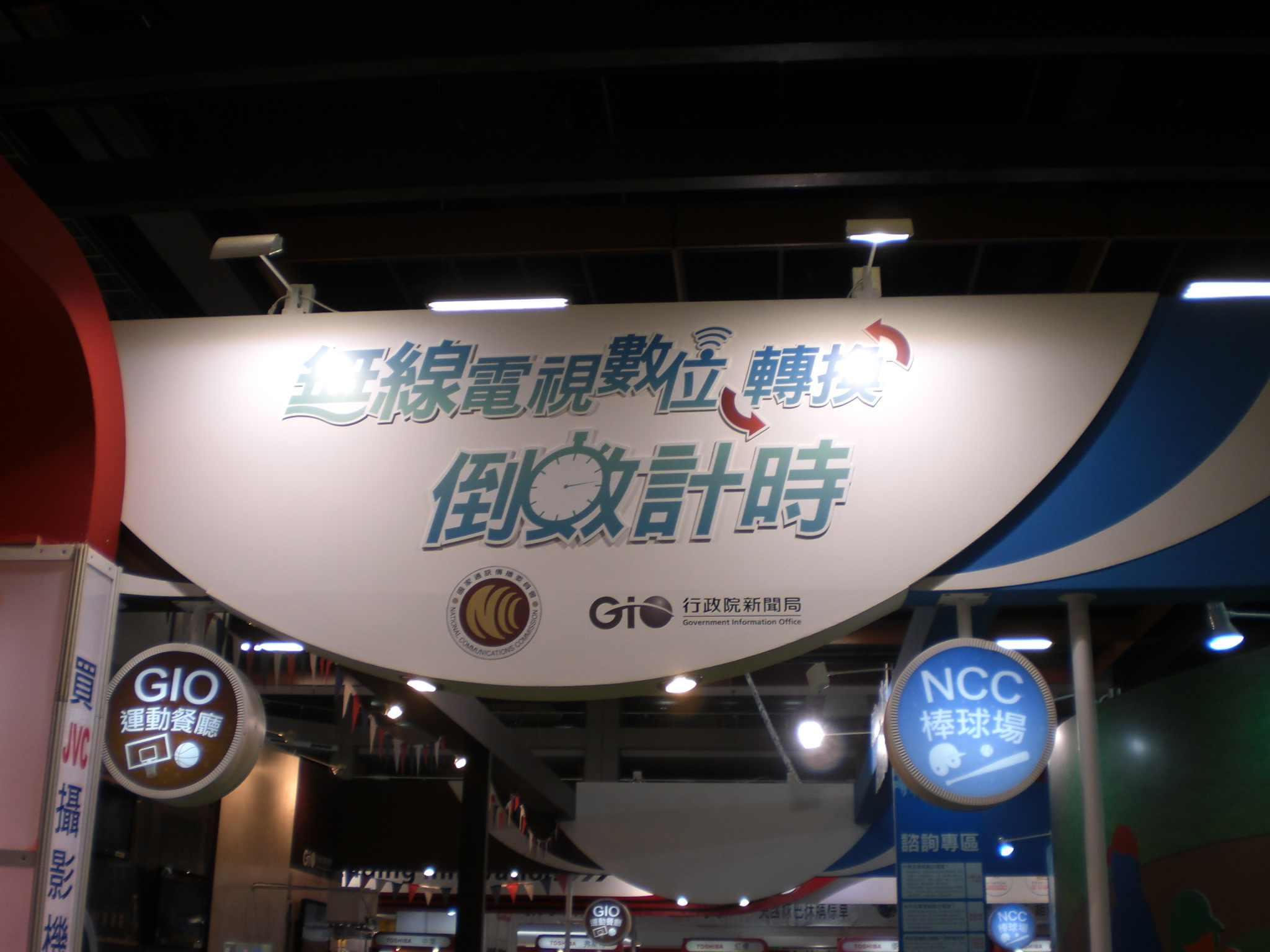
2012台北春季電腦展，國家通訊傳播委員會與行政院新聞局共同設置的無線數位電視宣導攤位的招牌

- 2012年4月6日至4月9日，2012台北春季電腦展於台北世界貿易中心展覽大樓（世貿一館）舉行，展場內設置數位電視專區宣導無線數位電視，國家通訊傳播委員會、行政院新聞局與多家數位電視廠商皆參展，五家無線電視臺皆未參展。
- 2012年7月1日零時，關閉於國家通訊傳播委員會內的類比總機訊號，類比電視走入歷史。

現有的頻道為：
- 中國電視公司：CH24/533MHz（530Mhz~536MHz）
  1. 中視 (頻道)（HD）
  2. 中視新聞台（HD）
  3. 中視經典台（HD）
  4. 中視菁采台（HD）
- 公共電視台：
  - CH26/545MHz（542Mhz~548MHz）

  1. 公視主頻（HD）
  2. 公視台語台（HD）
  3. TaiwanPlus（HD）

  - CH30/569MHz（566Mhz~572Mhz）

  1. 小公視（HD）
  2. 客家電視台（HD）
  3. 原住民族電視台（HD）
- 民間全民電視公司：CH28/557MHz（554~560MHz）

1. 民視無線台（HD）
2. 民視第一台（HD）
3. 民視新聞台（HD）
4. 民視台灣台（HD）

- 台灣電視公司：CH32/581MHz（578Mhz~584MHz）

1. 臺灣電視台（HD）
2. 台視新聞台（HD）
3. 台視財經台（HD）
4. 台視綜合台（HD）

- 中華電視公司：CH34/593MHz（590Mhz~596MHz）

1. 華視主頻（HD）
2. 華視教育體育文化台（HD）
3. 華視新聞資訊台（HD）
4. 國會頻道1台（SD）
5. 國會頻道2台（SD）

註：原住民族電視台頻道為向公視租用並代為傳送訊號

### 中国大陆
中国大陆于近年来大力推行由电视模拟信号向数字信号的转换。按照原來计划，全国有线电视模拟信号將於2015年前關閉。但是，在推行过程中存在许多问题，因此需延遲至2020年推行。
地面无线信号将在数字化覆盖水平与现有模拟覆盖率相当后，逐步关闭模拟信号，於2020年前有望实现全面数字化，届时计划将全面关闭模拟信号。及後，陝西省以外省級行政區已於2020年12月31日前關閉模拟信号，而陝西亦已於翌年3月31日實施。
- 中国大陆的数字电视在标准方面较为混乱。1998年开始数字电视试验及研究，历时6年投入超过10亿元人民币，仍未形成统一标准，不同领域形成了几个差别很大的独立体系。
- 有线电视系统由地方独立运营。数字化开始比较早，多采用欧洲标准DVB-C。2003年至2004年已有北京、上海、青岛、江苏、杭州、佛山、深圳、广州、大连等地开通了数字有线电视播出。2005年，又有福州、厦门等地开通了数字电视的播放。
- 无线电视受制于标准争论，清华大学的DMB-T标准和上海交通大学的ADTB-T标准是最为热门的竞争对手。2006年8月，國家標準化管理委員會公佈了中國大陸的數碼廣播标准，是為DMB-T/H（GB 20600-2006）。[6][7][8]此标准是上述两标准的融合产物。
- 手持设备方面则更为混乱。在电信领域，信息产业部和中国移动等支持的是新岸线公司的T-MMB标准（普遍认为其源于南韩的T-DMB标准，但新岸线方面予以否认）；在广电领域，2006年10月24日，国家广播电影电视总局颁布了中国移动多媒体广播行业标准为STiMi标准，此后一般称之为CMMB。两方面互不认可，各自都在试运营阶段。因为入网许可证需要电信管理部门的审批，搭载CMMB模块的手机难以获得入网许可证，目前CMMB更多被在MP4等个人便携终端采用。此外，还有清华大学的DMB-H标准、华为的CMB、中国标准化协会多媒体通信广播标准化技术委员会CDMB等。据报道，经过半年多的“选秀”，2008年4月3日的国家标准化管理委员会的工作会议决定，手机电视的国家标准采用T-MMB标准[9]；而广电方面起初参加“选秀”，而后中途退出、并宣布不会采用该国家标准[10]。
- 标准的混乱使众多开发商不得不放慢跟进的脚步。这在事实上远远落后于欧洲DVB标准的产业化进程，造成大量厂商需要进行多套技术方案的准备，且没有成形的市场环境。

### 香港
香港於2007年12月31日起開始採用中國的數碼電視廣播DTMB制式廣播節目，港府曾原定在2012年底和2015年底前終止模擬廣播，2014年12月表示需再進一步推延，變成要延後六年至2020年12月1日才結束，並在2020年前同時保持原有模擬方式廣播現有频道。
2000年1月，香港收費電視只有Now TV一間收費電視服務商加入提供數碼電視服務。不過，要到2007年末，隨著免費的數碼地面電視的啟用，數碼電視才得到大眾較廣泛的關注。下表列出香港各數碼電視服務供應商：
| 電視服務商     | 傳輸方式           | 推出日期                                                                                   |
| -------------- | ------------------ | ------------------------------------------------------------------------------------------ |
| Now TV         | 寬頻電視           | 2003年9月                                                                                  |
| 無綫電視       | 大氣電波、OTT      | 2007年12月31日                                                                             |
| 香港電台       | 大氣電波           | 2012年6月30日                                                                              |
| myTV SUPER     | OTT                | 2016年3月15日                                                                              |
| 香港電視娛樂   | 寬頻電視、大氣電波 | 2016年4月6日 （Now TV：2016年3月31日凌晨12時起試播；大氣電波：2016年4月2日凌晨12時起試播） |
| 有線寬頻開電視 | 大氣電波           | 2017年5月14日 （有線電視：2017年5月12日凌晨12時起試播，大氣電波：2022年4月1日啟播）        |
| 亞洲心動娛樂   | OTT                | 2022年9月7日                                                                               |

- 香港電台港台電視數碼頻道（以3字為首）：
  - 31：港台電視31－27頻率518－526 MHz
  - 32：港台電視32－27頻率518－526 MHz
  - 33：港台電視33，轉播中央電視台綜合頻道（CCTV-1 综合）－27頻率518－526 MHz
  - 34：港台電視34，轉播中國環球電視網紀錄頻道（CGTN DOCUMENTARY）－27頻率518－526 MHz
  - 35：港台電視35，轉播中國環球電視網（CGTN）－29頻率534－542 MHz
- 有線寬頻開電視數碼頻道（以7字為首）：
  - 76：HOY國際財經台（HOY 76）－22頻率478－486 MHz
  - 77：HOY TV（HOY 77）－22頻率478－486 MHz
  - 78：HOY資訊台（HOY 78）－22頻率478－486 MHz
- 電視廣播有限公司數碼頻道（以8字為首）：
  - 81：翡翠台－37頻率598－606 MHz
  - 82：TVB Plus－35頻率582－590 MHz
  - 83：無綫新聞台－35頻率582－590 MHz
  - 84：明珠台－35頻率582－590 MHz
  - 85：鳳凰衛視香港台[註 4]－35頻率582－590 MHz
- 香港電視娛樂數碼頻道（以9字為首）：
  - 96：ViuTVsix－37頻率598－606 MHz
  - 99：ViuTV－37頻率598－606 MHz

2009年底數據顯示，數碼地面電視覆蓋全港85%人口，現時覆蓋全港18區超過96%的人口。而接收數碼電視的家庭（滲透率）則由2008年的32.3%增至46.5%。2011年3月，一項公眾調查顯示數碼廣播滲透率增至63%，但同時增幅開始放緩。2013年調查顯示數碼廣播滲透率增至80%，2015年6月，根據無綫的2015年中期報告指數碼廣播的滲透率由全港80%的住戶微升至全港約86%的住戶，通訊事務管理局的主要的通訊業統計數字直到2015年12月，數碼地面電視滲透率接近85%。
政府原先訂定在2012年底前終止模擬廣播，但考慮到數碼地面電視服務在香港的實際推行情況和市場狀況，政府在2011年6月表示現階段不會取消原有的模擬廣播直至2015年，然而於2014年12月9日再把模擬電視廣播進一步推後2020年年底才正式取消。
2019年2月11日，政府正式宣佈於2020年11月30日晚上11時59分起終止模擬電視廣播，並於0時0分起全面實行數碼廣播；並指出由於本港與內地均使用同一頻譜，故為免出現互相干擾情況而決定押後實施此決定至2020年11月30日才實行。

### 澳門
澳廣視在2008年3月25日宣佈，會於年底前開播地面數字電視（數碼地面電視）廣播；計劃中將會開設3條频道，其中一條是澳視高清台，發射站計劃在旅遊塔。2008年7月15日，澳廣視正式宣佈為期一年的測試。除現時的澳視澳門台及澳視葡文台（Canal Macau）會同步廣播外，另新開澳視高清台以高清廣播。澳廣視將會採用中國大陸的DMB-T/H制式進行地面數碼電視的試播，並於2012年前同時保持原有模擬方式廣播現有频道。但2010年10月4日開始各频道由製作到播出已實現全面數字化。各公共天線公司曾在2007年12月10日起陸續將香港TVB和前ATV的數碼频道解碼保持原有模擬方式廣播，直至2020年11月30日。另外也有部分天線公司將境外（模擬廣播的無線／衛星）電視频道轉為數碼频道。澳廣視於2023年6月30日凌晨零時後關閉無線模擬電視發射系統。
- 澳廣視數碼频道（以9、7字頭為首）：
  - UHF24 (498MHz)
    - 91：澳視澳門台
    - 92：澳視葡文台（Canal Macau）
    - 94：澳門資訊台
    - 96：澳門-MACAU

  - UHF48 (690MHz)
    - 93：澳門體育台
    - 95：澳門綜藝台
    - 97：澳門電台

  - UHF43 (650MHz)
    - 71：（CCTV-1 综合）
    - 72：（CCTV-13 新闻）
    - 73：（CGTN）
    - 74：（CGTN DOCUMENTARY）

澳門有線電視的電視資訊是通過建于路環發射站的衛星接收器接受，採用MPEG-2 DVB技術，以數碼方式進行傳送及解碼。位于路環炮兵馬路的澳門有線電視發射站，備有六隻衛星天線，接收衛星信號。電視訊息會通過光纖傳送到整個澳門地區。

### 馬來西亞
2005年，馬來西亞开始试播數碼無線電視信号，2019年4月，馬來西亞政府宣佈將於同年第三季尾終止所有模擬電視廣播，及後定於9月30日終止；當中，馬來半島地區的模擬電視廣播早於同年9月30日和10月14日終止。砂拉越地區至北婆羅洲地區則是於同年10月30日終止，目前，馬來西亞的數碼無線電視服务由MYTV Broadcasting提供，发射15个电视频道、17个广播频率和数据服务。

### 日本
日本從2000年12月1日起開始以廣播衛星（Broadcasting satellite）轉發數位電視訊號，稱為「BS Digital」。2003年12月1日起在三大都會區（首都圈、京阪神、名古屋）開始地面發射站發射數位電視訊號，並且逐步擴展到全日本。2006年4月1日起，開播針對行動收視者的1seg數位電視。除了岩手縣、宮城縣及福島縣因東日本大地震受災嚴重，日本總務省決定將此三縣的停播時間延至2012年3月31日，日本其餘44都道府縣的無線及衛星類比電視訊號已於2011年7月24日結束。

### 泰國
泰國原計畫於2010年開始播放地面無線數位電視，並在2015年完成將類比訊號轉換為數位訊播放階段，但由於政治問題，被多次延遲。目前於2014年已正式開播地面無線數位電視，但擴及到全國必須到2016年，並計畫於2020年將類比訊號轉換為數位訊號完成。
其系統規格採用DVB-T2，六個電視频道，但DVB-T2可讓觀眾收看多達48個免費電視台節目。其中公眾商業台有24台，政府商業台有12台，以及12個地方社區電視台，其中有10個電視台節目為HD高畫質節目。

### 新加坡
新傳媒轄下各頻道於2006年12月22日起開展數碼廣播，並已於2019年1月2日凌晨零時起終止各頻道正常模擬廣播（一直播放宣導字卡至2月1日凌晨全部模擬版本頻道正式停波），全面過渡至數碼電視。

## 北美洲

### 美國
美國採用ATSC系統，已經於2009年6月12日起停止無線類比電視訊號播送；當中，又以全國廣播公司較為特別，在當日停止模擬頻道正常節目廣播後，一直循環播放宣導影片至同月26日上午11時才播出紀念收播片（內容為自彩色電視啟播以來的歷代台徽）並正式停波。此後，僅留下少部份地方有小功率類比電視訊號播送，訊號亦已於2015年全面關閉。

## 由類比轉化為數位電視
地面數位傳輸廣播科技的推廣，已令許多國家計劃逐步淘汰現有類比廣播。目前大部份歐洲國家已經從類比電視轉換到地面數位電視，歐盟曾在2009年10月28日表示希望數位電視轉換能在2012年之前完成切換。此表顯示地面數位電視的推出和結束類比電視的國家。

數位電視過渡進程的世界地圖。
圖例：
已經過渡完成，所有類比信號已終止
過渡基本完成，仅留存少量模拟信号
轉型過程中，現同時廣播類比訊號和數位訊號
尚未開始轉變，只廣播類比信號
無可用資料

- 數位電視開始轉播：公佈該國/地區正式啟播數字地面電視的日期，「而不是試播的開始」。
- 開始轉換時間：首條模擬電視頻道停播的日期。
- 轉換完成：模擬電視頻道全部停播的日期。
- DTT傳輸：傳輸系統，例如DVB-T、ATSC或ISDB-T。
- 交互系统：用於交互式服務的系統，例如MHP和MHEG-5。
- AV 標準：使用視頻壓縮標準。大多數係統使用MPEG-2，但更高效的H.264 / MPEG-4 AVC在後來推出的網絡中越來越受歡迎。一些國家同時使用MPEG-2和H.264，例如法國將MPEG-2用於標準清晰度免費內容，而MPEG-4用於高清廣播和付費服務。

| 國家/地區    | 數位電視開播 | 開始轉換                           | 轉換完成                                                                              | DTT傳輸                                       | 交互系统                 | 视讯標準                                          |
| ------------ | --- | ---------------------------------- | ------------------------------------------------------------------------------------- | --------------------------------------------- | ------------------------ | ------------------------------------------------- |
| 阿富汗       | 2014-05 |                                    |                                                                                       | DVB-T2                                        | None                     | H.264                                             |
| 阿爾巴尼亞   | 2004-07-15 |                                    | 2012/2015                                                                             | DVB-T                                         |                          | H.262                                             |
| 安道爾       | |                                    | 2007-09-25                                                                            | DVB-T                                         | None (MHP abandoned)     | H.262                                             |
| 阿根廷       | 2010-04-28 | —                                  | 2019-09-01                                                                            | ISDB-Tb                                       | Ginga                    | H.264                                             |
| 澳洲         | 2001-01-01 | 2010-06-30 (Mildura and Sunraysia) | 2013-12-10                                                                            | DVB-T (7 MHz channels 6~12 VHF and 28~69 UHF) | MHEG-5 (EPG only)        | H.262                                             |
| 奧地利       | 2006-10-26 | 2007-03-05                         | 2010                                                                                  | DVB-T                                         | None (MHP abandoned)     | H.262                                             |
| 波札那       | 2013-02-26 | June 2014                          | 2015-06                                                                               | ISDB-T                                        | None                     | H.262, H.264 HD & SD                              |
| 比利時       | 2002/2003 | 2008-11-03 (Flemish Community)     | 2010 (Francophone Community)                                                          | DVB-T                                         | None                     | H.262                                             |
| 巴西         | 2007-12-03 | 2016-02-15 (Rio Verde)             | 2023                                                                                  | ISDB-Tb                                       | Ginga                    | H.264                                             |
| 保加利亞     | 2004-11 | 2013-03                            | 2013-09-30                                                                            | DVB-T                                         | MHP                      | H.264                                             |
| 加拿大       | 2003-01 | 2011-08-31                         |                                                                                       | ATSC                                          |                          | H.262, H.264 HD (ATSC 2.0)                        |
| 柬埔寨       | 2011 (trial) 2013-02-04 | 2015                               | 2020                                                                                  | DVB-T2                                        | MHP                      | H.264                                             |
| 中國         | 2006 | 2006                               | 2020-12-31（其他省級行政區） 2021-4-1（陝西省）                                       | DMB-T/H                                       |                          | H.262, H.264                                      |
| 哥倫比亞     | 2008-08-28 |                                    | 2019-12-31                                                                            | DVB-T ( 6 MHz )                               | MHP                      | H.264                                             |
| 哥斯大黎加   | 2010-05-04 | —                                  | 2018                                                                                  | ISDB-Tb                                       | Ginga                    | H.264                                             |
| 克羅埃西亞   | 2002-07-09 | 2002-07-09                         | 2011-01-01                                                                            | DVB-T                                         |                          | H.262, H.264                                      |
| 捷克         | 2005-10-21 | 2005-10-21                         | 2012-06-30                                                                            | DVB-T                                         | MHP                      | H.262                                             |
| 丹麥         | 2006-03-31 | 2009-02-01                         | 2009-11-01                                                                            | DVB-T                                         | MHP                      | H.262, H.264                                      |
| 薩爾瓦多     | 2009-04-22 | 2018-12-21                         | 2022                                                                                  | ISDB-Tb                                       |                          | H.262, H.264                                      |
| 愛沙尼亞     | 2006-12-15 | 2008-03-31 (Ruhnu island)          | 2010-07-01                                                                            | DVB-T                                         | MHP 計畫                 | H.264                                             |
| 法羅群島     | 2002-12 | 2002-12                            | 2003                                                                                  | DVB-T                                         | None                     | H.262                                             |
| 芬蘭         | 2001-08-27 | 2007-09-01                         | 2007-09-01                                                                            | DVB-T                                         | None (MHP abandoned)     | H.262                                             |
| 法國         | 2005-03-31 FTA 2006/03/01 Pay DTT | 2009-02-04                         | 2011 (before November 30)                                                             | DVB-T                                         | MHP                      | H.262, H.264                                      |
| 德國         | 2003-03 | 2003-03 Regional rollout           | 2008-12-02 completed                                                                  | DVB-T                                         |                          | H.262 / H.264 (Stuttgart for non public channels) |
| 希臘         | 2006-01-16 測試 | 2008-11-01                         | 2015                                                                                  | DVB-T                                         |                          | H.262 (ERT) H.264 (ERT, DIGEA)                    |
| 香港         | 2007-12-31 |                                    | 2016-04-02（亞洲電視，因不獲續牌而連同數碼頻道停播） 2020-12-01（無綫電視及港台電視） | DMB-T/H                                       | MHEG-5 (無綫電視)        | H.264                                             |
| 匈牙利       | 2008-12-01 | 2013-07-31                         | 2013-10-31                                                                            | DVB-T                                         |                          | H.264                                             |
| 印尼         | 13 August 2008 (Trial) 20 May 2009 (Official) | February 2019                      | June 2020                                                                             | DVB-T2                                        |                          | MPEG-2 SD, H.264/MPEG-4 AVC HD                    |
| 伊朗         | 2009 |                                    | 2015                                                                                  | DVB-T                                         |                          | H.264                                             |
| 愛爾蘭       | 1999–2002 Licensing abandoned; 2006–2008 Trial; 31 October 2010 (90%) 26 May 2011 DTT launch, December 2011 (98%) Network testing, publicly receivable | 2012-10-24 with NI                 | 2012-10-24 with NI                                                                    | DVB-T                                         | RCT abandoned, MHEG5,    | H.264                                             |
| 以色列       | 2009-08-02 |                                    | June 2011                                                                             | DVB-T                                         |                          | H.264, AAC+ V2                                    |
| 意大利       | 2004-01-01 | 2008-10-15                         | 2012-07-04                                                                            | DVB-T                                         | MHP                      | H.262, H.264                                      |
| 日本         | 2003-12-01 | 2010-09-24（石川縣部分地區）       | 2011-07-24（除福島縣、岩手縣及宮城縣外所有縣市） 2012-03-31（福島縣、岩手縣及宮城縣） | ISDB-T                                        | BML                      | H.262                                             |
| 立陶宛       | 2006 | 2009 (Now expanded nationwide)     | 2012-10-29                                                                            | DVB-T                                         |                          | H.264                                             |
| 卢森堡       | 2006-04-04 | 2006-04-04                         | 2006-09-01                                                                            | DVB-T                                         | None                     | H.262                                             |
| 澳門         | 2008-07-15 |                                    | 2023-06-30                                                                            | DMB-T/H                                       |                          | H.264                                             |
| 马其顿       | 2004-05-04 | 2010-01-01                         | 2013, June                                                                            | DVB-T                                         | MHP                      | H.264                                             |
| 马来西亚     | 6 June 2017 | 2015 (進行)                        | By Third quarter 2019 (計畫)                                                          | DVB-T2                                        | MHEG-5                   | H.264                                             |
| 墨西哥       | 2004-07-02 | 2013-07-18 (Tijuana)               | 2015-12-31                                                                            | ATSC                                          |                          | H.262, H.264 HD (ATSC 2.0)                        |
| 蒙古         | 2014-07-01 | 進行                               | 未知                                                                                  | DVB-T2                                        |                          |                                                   |
| 摩洛哥       | 2007-06-01 | 2007-03-05                         | 2015                                                                                  | DVB-T                                         |                          |                                                   |
| 缅甸         | 2013-10 | 2016                               | 2020                                                                                  | DVB-T                                         |                          |                                                   |
| 荷兰         | 2003 | 2003-11                            | 2006-12-11                                                                            | DVB-T                                         |                          | H.262                                             |
| 新西兰       | April 2008 | 2012-09-30                         | 2013-12-01                                                                            | DVB-T                                         | MHEG-5 (EPG only)        | H.264/HE-AAC                                      |
| 朝鮮         | 2012 | 2012                               |                                                                                       | DVB-T2                                        |                          |                                                   |
| 挪威         | 2007-09 | 2008-03                            | 2009-12-01                                                                            | DVB-T                                         | MHP                      | H.264                                             |
| 秘鲁         | 2010-03-30 |                                    | 2023-03-01                                                                            | ISDB-Tb                                       | Ginga                    | H.264                                             |
| 菲律宾       | 2008-10 (trials) 2017-02-14 (DTT Launch) | 2017-02-28                         | 2023                                                                                  | ISDB-T                                        | BML                      | H.262, H.264                                      |
| 波蘭         | 2004 (trials) 2009-09-20 (DTT Launch) | 2011-05                            | 2013-07-23                                                                            | DVB-T                                         |                          | H.264                                             |
| 葡萄牙       | 2009-04-29 | 2011                               | 2012-04-26                                                                            | DVB-T                                         |                          | H.264                                             |
| 卡塔尔       | 2013-12-11 |                                    | 2015-02-13                                                                            | DVB-T2                                        |                          | H.264                                             |
| 罗马尼亚     | 2005-12-01 |                                    | 2015-06-17 (計畫)                                                                     | DVB-T2                                        |                          | H.264                                             |
| 俄羅斯       | 2009-06-24 | 2018-12-03                         | 2019-10-14                                                                            | DVB-T2                                        |                          | H.264                                             |
| 沙烏地阿拉伯 | 2006-06-11 | 2015-02-13                         |                                                                                       | DVB-T/DVB-T2                                  |                          | H.264                                             |
| 新加坡       | 1 January 2006 | 16 December 2013                   | 6 January 2019                                                                        | DVB-T2                                        |                          | H.264                                             |
| 斯洛伐克     | 1999–2004,2005–2009 | 2010                               | 2012-12-31                                                                            | DVB-T                                         | MHEG-5                   | H.262, H.264                                      |
| 斯洛維尼亞   | 2007 | 2010-12-01                         | 2011-06-30                                                                            | DVB-T                                         |                          | H.264                                             |
| 南非         | 2006-03 | 2016-10-28                         | No date yet                                                                           | DVB-T2                                        | MHEG-5 (Future use 計畫) | H.264                                             |
| 南韓         | 2001 | 2010-09-01 14:00(蔚珍郡)           | 2012-12-31                                                                            | ATSC                                          |                          | H.262, H.264 HD (ATSC 2.0)                        |
| 西班牙       | 2000–2005 (Previous and relaunch) | 2009                               | 2010-04-03                                                                            | DVB-T                                         | None (MHP abandoned)     | H.262 SD, H.264 HD                                |
| 斯里蘭卡     | 2014-09-07 | 2015-01-01                         | 2020                                                                                  | ISDB-T                                        | BML                      | H.264 HD                                          |
| 瑞典         | 1999-04-01 | 2005-09-19                         | 2007-10-29                                                                            | DVB-T, DVB-T2 (HD)                            | MHP                      | H.262 SD, H.264 HD                                |
| 瑞士         | 2001 | 2002-03                            | 2008-02-25                                                                            | DVB-T                                         |                          |                                                   |
| 台灣         | 2004-01 | 2010-07 (坪林)                     | 2012-07-01                                                                            | DVB-T                                         | MHP                      | H.262, H.264                                      |
| 泰國         | 2013-01-25 (official) 2014-04-01 (all trials) 2014-06-01 (all official plan)                                                                           | 2015-12-01                         | 2020-03-25                                                                            | DVB-T2                                        | MHEG-5                   | H.264                                             |
| 土耳其       | 2006-02 (trial services) |                                    | Not commenced.                                                                        | DVB-T (during trials)                         |                          |                                                   |
| 烏克蘭       | 2009-04-01 | 2018-07-31                         | 2018-08-31                                                                            | DVB-T2                                        | none                     | H.264                                             |
| 英國         | 1998-11-15 | 2007-10-17 (Whitehaven)            | 2012-10-24                                                                            | DVB-T, DVB-T2 (HDTV)                          | MHEG-5                   | H.262 SD, H.264 HD                                |
| 美國         | 1998-10-29 | 2008-09-08 (威明頓)                | 2009-06-12 (Full-power TV stations)                                                   | ATSC                                          |                          | H.262                                             |
| 越南         | 2001 (測試) 2015 | 2020                               | 2026                                                                                  | DVB-T2                                        | MHEG-5                   | H.264                                             |

## 另見
- 條件式存取模組
- 1seg
- 闪存盘

## 註解
1. ↑  大氣電波服務需亞洲電視的本地免費電視節目服務牌照到期後方能提供服務，目前香港電視娛樂已經向通訊管理局申請使用相關頻譜。
2. ↑  ViuTV
3. ↑  HOY TV
4. ↑  沒有顯示TVB台徽

## 外部連結
- The Future of Broadcast Television (FoBTV) is next month March 20, 2012
- Future of Broadcast Television Summit Declares Global Goals for Future of Broadcasting Nov. 11, 2011
- IEEE Spectrum - Does China Have the Best Digital Television Standard on the Planet?
- DigiTAG
- The DVB Project（页面存档备份，存于） - including data on DTT deployments worldwide
- European Audiovisual Observatory（页面存档备份，存于）
- MAVISE database on TV channels and TV companies in the European Union（页面存档备份，存于）
- Worldwide overview of the digital terrestrial systems ATSC, DMB-T/H, DVB-T and ISDB-T Status DTT in the world.
- Digital Broadcasting, the Launching by Country（页面存档备份，存于） Digital Broadcasting Experts Group (DiBEG)
- Research in DTT（页面存档备份，存于）
- Schedule for the implementation of Digital TV in the world（页面存档备份，存于）